# Vòng loại Giải vô địch bóng đá châu Âu 2024 (Bảng F)
Bảng F của Vòng loại giải vô địch bóng đá châu Âu 2024 là một trong 10 bảng để quyết định đội sẽ vượt qua vòng loại cho vòng chung kết Giải vô địch bóng đá châu Âu 2024 diễn ra tại Đức. Bảng F bao gồm 5 đội: Áo, Azerbaijan, Bỉ, Estonia và Thụy Điển. Các đội tuyển sẽ thi đấu với nhau mỗi trận khác trên sân nhà và sân khách với thể thức đấu vòng tròn.
Hai đội tuyển đứng nhất và nhì bảng sẽ vượt qua vòng loại trực tiếp cho trận chung kết. Các đội tham gia vòng play-off sẽ được quyết định dựa trên thành tích của họ trong UEFA Nations League 2022–23.

## Bảng xếp hạng
| VT | Đội        | ST | T | H | B | BT | BB | HS  | Đ  | Giành quyền tham dự                                                  |     | Bỉ  | Áo  | Thụy Điển | Azerbaijan | Estonia |
| -- | ---------- | -- | - | - | - | -- | -- | --- | -- | -------------------------------------------------------------------- | --- | --- | --- | --------- | ---------- | ------- |
| 1  | Bỉ         | 8  | 6 | 2 | 0 | 22 | 4  | +18 | 20 | Giành quyền tham dự vòng chung kết                                   |     | —   | 1–1 | 1–1       | 5–0        | 5–0     |
| 2  | Áo         | 8  | 6 | 1 | 1 | 17 | 7  | +10 | 19 | Giành quyền tham dự vòng chung kết                                   |     | 2–3 | —   | 2–0       | 4–1        | 2–1     |
| 3  | Thụy Điển  | 8  | 3 | 1 | 4 | 14 | 12 | +2  | 10 |                                                                      |     | 0–3 | 1–3 | —         | 5–0        | 2–0     |
| 4  | Azerbaijan | 8  | 2 | 1 | 5 | 7  | 17 | −10 | 7  |                                                                      | 0–1 | 0–1 | 3–0 | —         | 1–1        |         |
| 5  | Estonia    | 8  | 0 | 1 | 7 | 2  | 22 | −20 | 1  | Giành quyền vào vòng play-off, dựa vào thành tích của Nations League |     | 0–3 | 0–2 | 0–5       | 0–2        | —       |

1. ↑  Trận Bỉ v Thụy Điển bị hoãn khi hiệp 1 kết thúc với tỉ số 1–1 do hai cổ động viên Thụy Điển thiệt mạng trong vụ nổ súng ở Bruxelles.[2] Ngày 19 tháng 10, UEFA xác nhận tỉ số sau hiệp 1 sẽ là kết quả chung cuộc của trận đấu này và hai đội sẽ không đá lại.[3]

## Các trận đấu
Lịch thi đấu đã được xác nhận bởi UEFA vào ngày 10 tháng 10 năm 2022, sau lễ bốc thăm một ngày. Thời gian là CET/CEST, như được liệt kê bởi UEFA (giờ địa phương, nếu khác nhau, nằm trong dấu ngoặc đơn).
| Áo                                                      | 4–1      | Azerbaijan   |
| ------------------------------------------------------- | -------- | ------------ |
| - Sabitzer 27', 50' - Gregoritsch 29' - Baumgartner 69' | Chi tiết | Mahmudov 64' |

| Thụy Điển | 0–3      | Bỉ                     |
| --------- | -------- | ---------------------- |
|           | Chi tiết | - Lukaku 35', 49', 83' |

| Áo                            | 2–1      | Estonia        |
| ----------------------------- | -------- | -------------- |
| - Kainz 68' - Gregoritsch 88' | Chi tiết | - Sappinen 25' |

| Thụy Điển                                                                          | 5–0      | Azerbaijan |
| ---------------------------------------------------------------------------------- | -------- | ---------- |
| - Forsberg 38' - Mustafazade 65' (l.n.) - Gyökeres 79' - Karlsson 88' - Elanga 89' | Chi tiết |            |

| Azerbaijan       | 1–1      | Estonia        |
| ---------------- | -------- | -------------- |
| - Kryvotsyuk 62' | Chi tiết | - Sappinen 27' |

| Bỉ           | 1–1      | Áo                   |
| ------------ | -------- | -------------------- |
| - Lukaku 62' | Chi tiết | - Mangala 21' (l.n.) |

| Áo                     | 2–0      | Thụy Điển |
| ---------------------- | -------- | --------- |
| - Baumgartner 81', 89' | Chi tiết |           |

| Estonia | 0–3      | Bỉ                               |
| ------- | -------- | -------------------------------- |
|         | Chi tiết | - Lukaku 37', 40' - Bakayoko 90' |

| Azerbaijan | 0–1      | Bỉ             |
| ---------- | -------- | -------------- |
|            | Chi tiết | - Carrasco 38' |

| Estonia | 0–5      | Thụy Điển                                                                 |
| ------- | -------- | ------------------------------------------------------------------------- |
|         | Chi tiết | - Gyökeres 18' - Kulusevski 24' - Isak 39' - Quaison 75' - Claesson 90+2' |

| Bỉ                                                                  | 5–0      | Estonia |
| ------------------------------------------------------------------- | -------- | ------- |
| - Vertonghen 4' - Trossard 18' - Lukaku 56', 58' - De Ketelaere 88' | Chi tiết |         |

| Thụy Điển  | 1–3      | Áo                                              |
| ---------- | -------- | ----------------------------------------------- |
| - Holm 90' | Chi tiết | - Gregoritsch 53' - Arnautović 56', 69' (ph.đ.) |

| Estonia | 0–2      | Azerbaijan                              |
| ------- | -------- | --------------------------------------- |
|         | Chi tiết | - Bayramov 9' - Sheydayev 45+4' (ph.đ.) |

| Áo                                  | 2–3      | Bỉ                                |
| ----------------------------------- | -------- | --------------------------------- |
| - Laimer 72' - Sabitzer 84' (ph.đ.) | Chi tiết | - Lukebakio 12', 55' - Lukaku 58' |

| Azerbaijan | 0–1      | Áo                     |
| ---------- | -------- | ---------------------- |
|            | Chi tiết | - Sabitzer 48' (ph.đ.) |

| Bỉ                   | 1–1      | Thụy Điển      |
| -------------------- | -------- | -------------- |
| - Lukaku 31' (ph.đ.) | Chi tiết | - Gyökeres 15' |

| Azerbaijan                       | 3–0      | Thụy Điển |
| -------------------------------- | -------- | --------- |
| - Mahmudov 3', 89' - Dadashov 6' | Chi tiết |           |

| Estonia | 0–2      | Áo                          |
| ------- | -------- | --------------------------- |
|         | Chi tiết | - Laimer 25' - Lienhart 39' |

| Bỉ                                         | 5–0      | Azerbaijan |
| ------------------------------------------ | -------- | ---------- |
| - Lukaku 17', 26', 30', 37' - Trossard 90' | Chi tiết |            |

| Thụy Điển                     | 2–0      | Estonia |
| ----------------------------- | -------- | ------- |
| - Claesson 22' - Forsberg 55' | Chi tiết |         |

## Cầu thủ ghi bàn
Đã có 62 bàn thắng ghi được trong 20 trận đấu, trung bình 3.1 bàn thắng mỗi trận đấu.
14 bàn
- Romelu Lukaku

4 bàn
- Marcel Sabitzer

3 bàn
- Emin Mahmudov
- Viktor Gyökeres
- Christoph Baumgartner
- Michael Gregoritsch

2 bàn
- Dodi Lukebakio
- Leandro Trossard
- Rauno Sappinen
- Viktor Claesson
- Emil Forsberg
- Marko Arnautović
- Konrad Laimer

1 bàn
- Toral Bayramov
- Renat Dadashov
- Anton Kryvotsyuk
- Ramil Sheydayev
- Johan Bakayoko
- Yannick Carrasco
- Charles De Ketelaere
- Jan Vertonghen
- Anthony Elanga
- Emil Holm
- Alexander Isak
- Jesper Karlsson
- Dejan Kulusevski
- Robin Quaison
- Florian Kainz
- Philipp Lienhart

1 bàn phản lưới nhà
- Bəhlul Mustafazadə (trong trận gặp Thụy Điển)
- Orel Mangala (trong trận gặp Áo)

## Kỷ luật
Một cầu thủ sẽ bị đình chỉ tự động trong trận đấu tiếp theo cho các hành vi phạm lỗi sau đây:
- Nhận thẻ đỏ (thời gian treo giò có thể kéo dài nếu phạm lỗi nghiêm trọng)
- Nhận ba thẻ vàng trong ba trận đấu khác nhau, cũng như sau thẻ vàng thứ năm và bất kỳ thẻ vàng tiếp theo nào (việc treo thẻ vàng được chuyển tiếp đến vòng play-off, nhưng không phải là trận chung kết hoặc bất kỳ trận đấu quốc tế nào khác trong tương lai)

Các đình chỉ sau đây sẽ được thực hiện xuyên suốt các trận đấu vòng loại:
| Đội tuyển | Cầu thủ           | Vi phạm                                                                                                  | Đình chỉ                             |
| --------- | ----------------- | --- | ------------------------------------ |
| Áo        | Guido Burgstaller | vs Azerbaijan (16 tháng 10 năm 2023)                                                                     | vs Estonia (16 tháng 11 năm 2023)    |
| Bỉ        | Amadou Onana      | vs Áo (13 tháng 10 năm 2023)                                                                             | vs Thụy Điển (16 tháng 10 năm 2023)  |
| Estonia   | Karol Mets        | vs Azerbaijan (17 tháng 6 năm 2023) · vs Thụy Điển (9 tháng 9 năm 2023) · vs Bỉ (12 tháng 9 năm 2023)    | vs Azerbaijan (13 tháng 10 năm 2023) |
| Estonia   | Mattias Käit      | vs Áo (27 tháng 3 năm 2023) · vs Azerbaijan (17 tháng 6 năm 2023) · vs Azerbaijan (13 tháng 10 năm 2023) | vs Austria (16 tháng 11 năm 2023)    |